# Nyakfodor

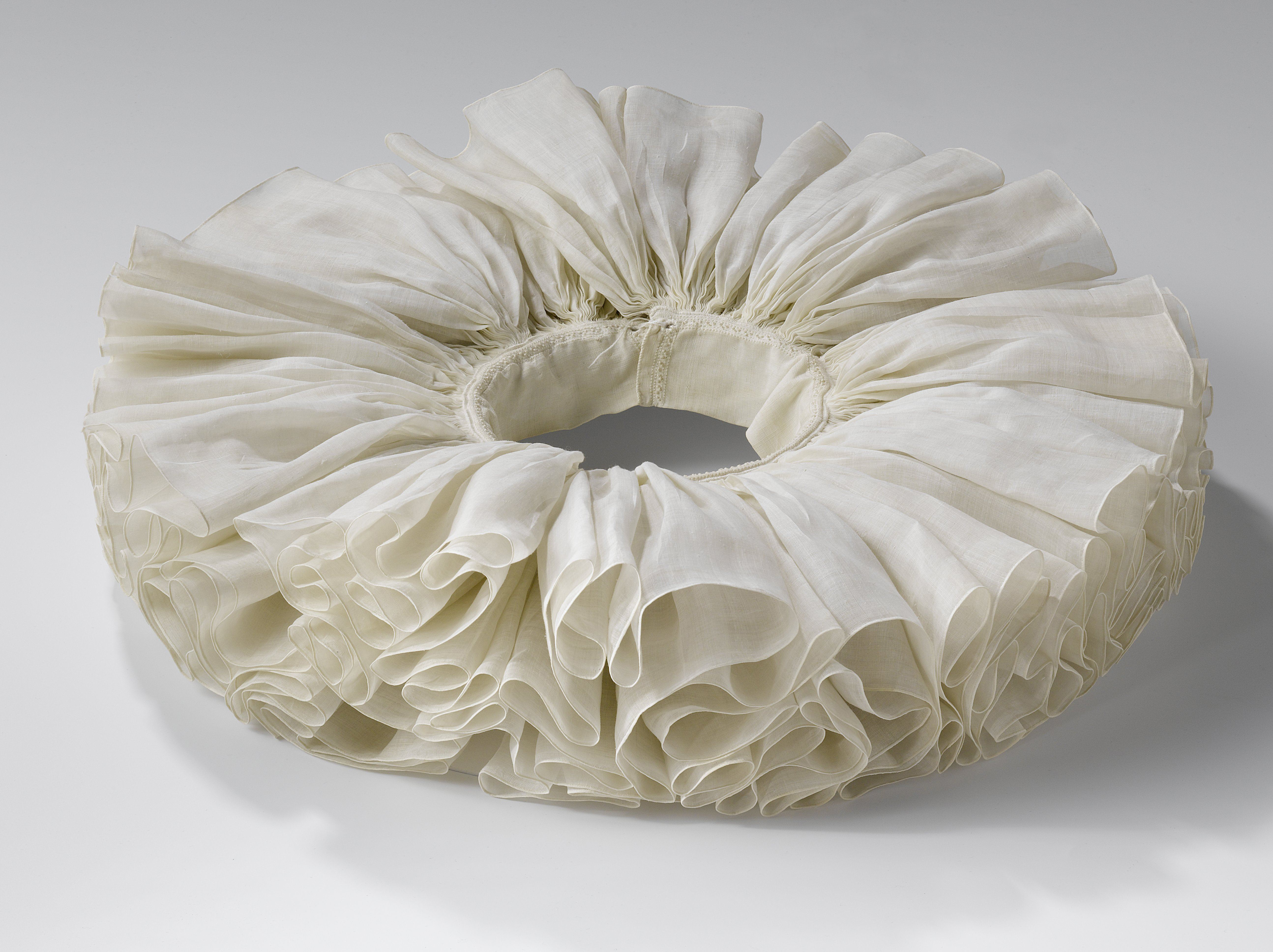
Holland nyakfodor, 1615–1635 körül

A nyakfodor körülbelül 1550-ig az ing felső részéhez tartozó, gyöngén fodorított finom vászongallér volt, melyet a 16. század második felében az ingtől különválasztottak és nagyobbra készítettek. A kezdetben még kis átmérőjű és csinos ráncokba szedett nyakfodor később, különösen III. Henrik francia király udvarában, egészen eltorzult: drótból készült széles átmérőjű korongra vonták és erősen kikeményítve fodorították. Ezeket a korongformájú nyakfodrokat, amelyeket férfiak és nők egyaránt viseltek, gúnyból malomkő-galléroknak nevezték.
A 16. század végén a nyakfodor ismét kisebb lett. A férfiak drótkorong nélkül a vállukra hajtva viselték, a nők ellenben a drótkorongot egyenesen fölfelé hajlítva, a nyakfodrot kemény fölálló gallérrá alakították át.
Egyes helyeken a papok és a bírák hivatalos működésük alatt ma is viselik a nyakfodort. Mint népviselet fönnmaradt Alsó-Szászországban és Csehországban.

## Külső hivatkozások
- A nyakfodor kikeményítése (angol)
- A nyakfodor átalakulása, portrékkal szemléltetve (angol)